# Zemmer
Zemmer ist eine Ortsgemeinde im Landkreis Trier-Saarburg, Rheinland-Pfalz. Sie gehört der Verbandsgemeinde Trier-Land an.

## Geographie

### Lage
Zemmer liegt in der Mitte des Dreiecks Trier – Bitburg – Wittlich, etwa 15 Kilometer nordnordöstlich von Trier.

### Gemeindegliederung
Die Ortsgemeinde Zemmer besteht aus den Ortsbezirken Zemmer (1.166 Einwohner), Rodt (1.176), Schleidweiler (625) und Daufenbach (142). Zemmer ist der Kern eines regional bekannten Ortsbundes, der Fidei. Zur Fidei gehören neben den Dörfern Zemmer, Rodt und Schleidweiler die Orte Orenhofen und Preist.
Zum Ortsbezirk Daufenbach gehören auch die Wohnplätze Deimlingermühle, Forstgut Euleneck, Im Grundsgraben, Mühlenberg und Mühlenflürchen, zum Ortsbezirk Zemmer die Wohnplätze Forsthaus Mülchen, Rothaus, Schönfelderhof, Paulushof, Corneliushof, Kapellenhof, Johanneshof, Rosenhof, Haus Königseifen und Auf dem Galgenfeld.

### Klima
Der Jahresniederschlag beträgt 823 mm.

## Geschichte
Erstmals erwähnt wurde Zemmer 893 im Prümer Urbar. Am 7. März 1945, während der Endphase des Zweiten Weltkriegs, eroberte das 2. US-Kavallerieregiment die Stadt. Am 17. März 1974 wurde die bis dahin selbständige Gemeinde Schleidweiler-Rodt eingemeindet.
Bevölkerungsentwicklung
Entwicklung der Einwohnerzahl von Zemmer bezogen auf das heutige Gemeindegebiet; die Werte von 1871 bis 1987 beruhen auf Volkszählungen:
| Jahr | Einwohner |
| ---- | --------- |
| 1815 | 1.337     |
| 1835 | 1.465     |
| 1871 | 1.647     |
| 1905 | 1.938     |
| 1939 | 2.179     |
| 1950 | 2.371     |
| 1961 | 2.529     |

| Jahr | Einwohner |
| ---- | --------- |
| 1970 | 2.876     |
| 1987 | 2.740     |
| 1997 | 2.985     |
| 2005 | 2.875     |
| 2011 | 2.931     |
| 2017 | 2.998     |
| 2022 | 3.069     |

## Politik

### Gemeinderat
Der Gemeinderat in Zemmer besteht aus 20 Ratsmitgliedern, die bei der Kommunalwahl am 9. Juni 2024 in einer personalisierten Verhältniswahl gewählt wurden, und dem ehrenamtlichen Ortsbürgermeister als Vorsitzendem.
| Wahl | SPD | CDU | FWG * | WGR * | Gesamt   |
| ---- | --- | --- | ----- | ----- | -------- |
| 2024 | 3   | 2   | 11    | 4     | 20 Sitze |
| 2019 | 5   | 2   | 8     | 5     | 20 Sitze |
| 2014 | 6   | 3   | 7     | 4     | 20 Sitze |
| 2009 | 5   | 3   | 8     | 4     | 20 Sitze |

### Bürgermeister
Constantin Ney (FWG Fidei) wurde am 11. Juli 2024 Ortsbürgermeister von Zemmer. Bei der Direktwahl am 9. Juni 2024 war er als einziger Bewerber mit einem Stimmenanteil von 83,7 % für fünf Jahre gewählt worden.
Vorgänger
Edgar Schmitt (SPD) hatte das Amt 2009 übernommen. Zuletzt bei der Kommunalwahl 2019 wurde er bestätigt. Aufgrund der fehlenden Einreichung eines Wahlvorschlags (Direktwahl) oblag die Neuwahl des Ortsbürgermeisters dem Gemeinderat. Dieser wählte Edgar Schmitt am 12. August 2019 für weitere fünf Jahre in sein Amt.
Edgar Schmitts Vorgänger Winfried Wollscheid übte das Amt von 1994 bis 2009 aus.

## Verkehr

### Schienenverkehr
Der Bahnhof Daufenbach im gleichnamigen Zemmerer Ortsteil liegt an der Eifelstrecke (Köln–Euskirchen–Gerolstein–Trier), auf der im Schienenpersonennahverkehr unter dem Markennamen VAREO der Eifel-Express (RE/RB 22) mit Fahrzeugen der Baureihe 620 und Baureihe 622 verkehrt.

### Wanderwege
Zemmer mit dem Ortsteil Rodt liegen am Fernwanderweg Eifelsteig, der auf seiner 14. Etappe von Bruch nach Kordel durch Zemmer verläuft. Am höchsten geographischen Punkt am Friedbüsch in Rodt steht direkt am Wanderweg ein 1993 errichteter, 20 m hoher hölzerner Aussichtsturm. Hier treffen auch alle Strecken des Nordic-Walking Parcours Fidei zusammen.

### Flugzeugabsturz
Am 8. Oktober 2019 stürzte gegen 15:15 Uhr ein auf dem Fliegerhorst Spangdahlem stationierter und mit einem Piloten besetzter US-amerikanischer Kampfjet vom Typ F-16 über einem Waldstück im Bereich der Gemeinde Zemmer ab; der Pilot konnte sich mit seinem Schleudersitz retten und überlebte leicht verletzt. Der Absturzort liegt unterhalb der Kreisstraße K 34 nahe dem Ortsteil Zemmer-Rodt.